# 武強県
武強県（ぶきょう-けん）は中華人民共和国河北省衡水市に位置する県。

## 歴史
西晋により設置された。南北朝時代、北魏により神瑞年間に廃止されたが、494年（太和18年）に再設置された。1958年に廃止となり献県に編入されたが、1962年に再設置され現在に至る。

## 行政区画
- 鎮:武強鎮、街関鎮、周窩鎮、東孫荘鎮、豆村鎮
- 郷:北代郷